# リップ・ロジャース
リップ・ロジャース（"Hustler" Rip Rogers、本名：Mark Sciarra、1954年2月7日 - ）は、アメリカ合衆国のプロレスラー。インディアナ州セイモア出身。
ゲイのギミックを用い、試合前に手鏡と櫛を持ち出し、リング上で髪の毛を梳いたり、腰を振ったり、対戦相手やレフェリーにキスを迫ったりするなどのキャラクターを演じた。髪はブロンドの長髪、コスチュームもピンクで統一していたが、先達のリッパー・コリンズなどと異なり、髭を生やしていたのが特徴だった。

## 来歴
セイモアの高校時代はアメリカンフットボールと野球で活動。奨学金でインディアナ大学に進み保健体育の学士を取得。卒業後は母校のフットボールのコーチになり、その一方でボディビルディングを始め、ケンタッキー、インディアナ、セントラル・ジュニアなどの中西部地区の大会で優勝した。
1975年にデビュー。ザ・ディスコ・キッドなどのリングネームでインディアナポリスのWWA（ウィリアム・アフィルス主宰）やミッドアメリカ地区にてキャリアを積んだ後、1979年下期より太平洋岸北西部のパシフィック・ノースウエスト・レスリング（PNW）にてリップ・ロジャースと改名。1980年にはロディ・パイパーやリック・マーテルとも対戦した。1981年から1982年にかけては、ランディ・サベージの父アンジェロ・ポッフォが主宰していたレキシントンのインターナショナル･チャンピオンシップ・レスリング（ICW）に参戦している。
以降、1980年代はアラバマのサウスイースタン・チャンピオンシップ・レスリング（SECW）、ジョージアのチャンピオンシップ・レスリング・フロム・ジョージア（CWG）、テネシーのコンチネンタル・レスリング・アソシエーション（CWA）など南部を転戦。SECWでは1983年11月12日にティム・ホーナー、12月26日にケン・ルーカスを破り、USジュニアヘビー級王座を2度獲得。CWGではテッド・オーツをパートナーに金髪タッグチームのハリウッド・ブロンズを結成して、1984年9月20日にジェリー・オーツ&ロニー・ガービンからNWAナショナル・タッグ王座を奪取。CWAでは1987年5月19日、メンフィスにてダッチ・マンテルを破り、ミッドアメリカ・ヘビー級王座を獲得している。
1988年5月、全日本プロレスに初来日。ダニー・スパイビーとのタッグなどで活躍した。1990年新春の再来日では、1月15日に小橋健太試練の七番勝負の相手を務め、28日にはジャイアント馬場とシングルマッチで対戦した。馬場はロジャースのパフォーマンスに対して「ショーマンシップをはき違えている」と立腹し、もう招聘しないつもりでいたが、ファンからの再来日の要望が多く寄せられたことで、考えを改め再び招聘している。
1990年代はジョバーとしてWCWに出場し、スティング、レックス・ルガー、スタイナー・ブラザーズ、ダスティン・ローデス、リッキー・モートン、エル・ヒガンテ、ブライアン・ピルマン、ロビーV、カクタス・ジャック、デイビーボーイ・スミス、ロン・シモンズらと対戦。1992年3月にはW★INGプロモーションに来日。1995年2月にはWWFにおいてもアダム・ボムやスモーキン・ガンズ（ビリー・ガン&バート・ガン）のジョバーを務めた。その後はルイビルのOVWを主戦場に活動し、2004年に引退した。

## 得意技
- スリーパー・ホールド
- ジャーマン・スープレックス・ホールド

## 獲得タイトル
ビッグ・タイム・レスリング
- BTWオハイオ・タッグ王座 : 1回（w / ボビー・フルトン）

インターナショナル・チャンピオンシップ・レスリング
- ICW USタッグ王座 : 2回（w / リッキー・スター、ペッツ・ワトレー）[6]

サウスイースタン・チャンピオンシップ・レスリング
- NWA USジュニアヘビー級王座（サウスイースト版） : 2回[7]

チャンピオンシップ・レスリング・フロム・ジョージア
- NWAナショナル・タッグ王座 : 1回（w / テッド・オーツ）[8]

コンチネンタル・レスリング・アソシエーション
- NWAミッドアメリカ・ヘビー級王座 : 1回[9]

セントラル・ステーツ・レスリング
- NWAセントラル・ステーツ・TV王座 : 1回[16]

アトランティック・グランプリ・レスリング
- AGPWインターナショナル・ヘビー級王座 : 2回[17]

ワールド・レスリング・カウンシル
- WWCカリビアン・ヘビー級王座 : 1回[18]
- WWC世界タッグ王座 : 2回（w / アブダ・デイン（英語版））[19]

オハイオ・ヴァレイ・レスリング
- OVWヘビー級王座 : 3回[20]
- OVW南部タッグ王座 : 2回（w / デイブ・ザ・レイブ、ジェイソン・リー）[21]

## 入場曲
- フェミニスト・デューク／山崎稔「TWD EXPRESS ROLLING TAKE OFF サウンドトラック」徳間ジャパンコミュニケーションズ（全日本プロレス参戦時に使用）
- 狙いうち／山本リンダ（W★INGプロモーション参戦時に使用）